# Uli Biaho
Uli Biaho (6.417 moh.) er en markant top i nærheden af Trango Towers og Baltoro-bræen, i bjergkæden Baltoro Muztagh (i Karakoram i Pakistan, i grænseområdet til Kina). Bjergets bratte vægge regnes som en af de største udfordringer for klatrere i Karakoram.
Uli Biaho blev første gang besteget af fire amerikanske klatrere via en direktrute op af bjergets 1.100 meter høje østvæg. Bestigningen blev gjort i alpin stil, og klatrerne stod på toppen 3. juli 1979.